# Три истории (Доктор Хаус)
«Три истории» (англ. Three Stories) — двадцать первый эпизод американского телесериала «Доктор Хаус». Премьера серии состоялась 17 мая 2005 года на телеканале FOX. Премьера в России состоялась 25 сентября 2007 на телеканале Домашний. За этот эпизод Дэвид Шор выиграл премию «Эмми» в 2005 году за «Лучший сценарий драматического сериала».

## Сюжет
Доктор Грегори Хаус соглашается вести лекцию по диагностике у студентов вместо заболевшего доктора Райли в обмен на 2 часа, свободных от работы в клинике. По пути в лекционный зал он встречает свою бывшую подругу, Стейси Уорнер, которую он несколько лет не видел. Она считает своего мужа больным и хочет, чтобы Хаус лечил его. Однако Хаус отказывается.
В ходе лекции Хаус вместе со студентами разбирает три медицинских случая, которые он диагностировал раньше. Все 3 пациента жалуются на боль в ноге.
Первый пациент — сорокалетний фермер, которого укусил полосатый гремучник за правую ногу. Однако, когда ему дают противоядие, у него возникает аллергическая реакция на него. Затем, кожа на ноге начинает шелушиться и некротизироваться. Хаус проводит тестирование яда. Результаты анализа яда позволяют Хаусу предположить, что это не мог быть укус змеи. Не имея других вариантов, Хаус информирует пациента о его скорой смерти. Фермер начинает беспокоиться о судьбе своей собаки. Хаус делает вывод, что укус был не змеи, а собаки фермера, и уже не в первый раз. Доктора Эрик Форман и Роберт Чейз идут на участок фермера и берут образец слюны собаки, в котором обнаруживается одна из форм стрептококковой инфекции, более известной как плотоядная бактерия. Фермеру ампутируют правую ногу, а собаку усыпляют. Тем не менее, он получает протез ноги и новую собаку.
Второй пациент — шестнадцатилетняя волейболистка. Доктор Эллисон Кэмерон считает, что пациентка страдает от тендинита и депрессии, вызванных патологией щитовидной железы. Плюс депрессию вызывают проблемы с парнем. И хотя тиреоидит подтверждается тестами, пациентка никак не реагирует на лекарства против него, и команда заходит в тупик. Вскоре у пациентки развивается повышенная чувствительность к прикосновениям и поднимается уровень кальция. Чейз предполагает аденому паращитовидной железы и делает МРТ для подтверждения. Сканирование показывает, что у пациентки остеогенная саркома — раковая опухоль на бедре. Кэмерон рассказывает об опухоли и предупреждает пациентку и её родителей, что, в зависимости от размера опухоли, ампутация может быть единственным путём к спасению. Ногу удалось спасти.
Последний пациент изначально изображался Кармен Электрой, однако, когда Хаус продолжает лекцию, пациент оказывается мужчиной-гольфистом с крайне сильной болью в правой ноге (Электра была частью фантазии Хауса). Во время осмотра пациент хватает шприц с петидином и самостоятельно впрыскивает его себе. Студенты предполагают, что пациент пришёл в клинику только ради наркотиков. Когда пациент возвращается в клинику с болью в ноге, Хаус делает тест мочи, чтобы проверить, есть ли у него наркотики в организме. Но пациент начинает мочиться кровью, что ставит студентов в тупик, за что Хаус злится на них. Кэмерон появляется на лекции и диагностирует инфаркт мышцы. Как только приходят Форман и Чейз, Хаус проводит МРТ, чтобы подтвердить аневризму, которая привела к тромбозу и инфаркту. Форман наконец понимает, что пациентом в третьем сценарии с самого начала был сам Хаус.
Флэшбэк показывает Хауса, который уже диагностировал себе инфаркт мышцы в ноге. Стейси, его девушка в то время, идет рядом с доктором Лизой Кадди, предлагая ампутировать ногу. Он отказывается и хочет восстановить циркуляцию крови, которая может спасти его ногу, но также проходит с сильной болью и серьёзными рисками. У Хауса происходит остановка сердца, и он рассказывает, что думал, что он умер и видел видения других двух пациентов. Доктор Джеймс Уилсон входит в аудиторию и спрашивает Хауса, считает ли он, что его видения были реальными. Хаус заявляет, что он считает, что видения в момент смерти — это лишь химические реакции в мозгу. Хаус заставляет Кадди положить его в кому, во время которой Стейси берет всю ответственность решений за жизнь Хауса на себя и принимает решение (против его воли) удалить мёртвые ткани без ампутации ноги. Пока студенты спорят об этической стороне этого решения, Кадди входит в лекционный зал, и Хаус замечает, что лекция уже 20 минут как закончилась. Он говорит Кадди, что доктор Райли заболел из-за употребления в пищу краски на основе свинца, которую он заметил, когда пил воду из чашки доктора Райли во время лекции. По возвращении в больницу Хаус звонит Стейси, чтобы сказать ей, что согласен на лечение её мужа.

## Критика и рейтинги
Эпизод посмотрели 17.68 миллионов американских зрителей. Этот эпизод занял 14 место в списке самых просматриваемых программ в неделю..
Критики положительно отреагировали на этот эпизод. Мэт Зойлер Сайтз поставил эпизод на второе место в его индивидуальном списке лучших эпизодов сериалов 2005 года. Морин Раен из Чикаго Трибьюн назвал эпизод «Запутанной и умной историей»

## Награды
- «Эмми», 2005 год Дэвид Шор за «Выдающийся сценарий драматического сериала».[4]
- Награда имени Джорджа Фостера Пибоди, 2005 год
- Humanitas Prize, 2006 год Дэвид Шор в номинации «60 Минут»[5]